# 葛城市歴史博物館
葛城市歴史博物館（かつらぎしれきしはくぶつかん）は、奈良県葛城市にある博物館で、奈良県の登録博物館である。2004年に新庄町歴史民俗資料館から改称された。

## 概要
葛城市の歴史を中心に古代豪族の葛城氏、葛城山系の山岳寺院、竹内街道などのテーマに沿った考古歴史資料や民俗資料の展示をおこなっている。

### 常設展示
- 考古資料
  - 竹内遺跡出土品
  - 二塚古墳出土品（奈良国立博物館蔵）
  - 寺口忍海古墳群出土品
  - 屋敷山古墳出土 長持形石棺材
  - 石光寺出土品 塼仏ほか
  - 加守廃寺出土 蓮華紋丸瓦
- 歴史資料
  - 布施城復元模型
  - 竹内街道関連資料

島ノ山1号墳出土の家形石棺を入り口ロビーで展示している。また、常設展示品については個人利用の目的に限り写真撮影が認められている（フラッシュ等の使用は禁止）

## 利用情報
- 開館時間 午前9時から午後5時（入館は午後4時30まで）
- 休館日 毎週火曜日、第2・4水曜日、年末・年始
- 入館料 大人200円、高校大学生100円、小中学生50円
- 無料駐車場あり。

## アクセス
- 鉄道 近鉄御所線忍海駅より徒歩3分
- 自動車 国道24号より忍海北交差点を西に約100m。

## 沿革
- 1994年（平成6年） 新庄町議会により歴史民俗資料館の建設計画が承認される
- 1998年（平成10年）起工
- 2000年（平成12年）11月17日 新庄町歴史民俗資料館として開館
- 2004年（平成16年）10月1日 新庄町と當麻町の合併で葛城市が発足したことにともない名称を変更
- 2006年（平成18年）當麻町関係の資料などを加え一部展示替え

## 参考書籍・資料
- 新庄町歴史民俗資料館『常設展示図録』（2000年）
- 葛城市歴史博物館『常設展示図録 別冊』（2006年）
- 葛城歴史博物館 公式ホームページ